# Nyárliget
Nyárliget közigazgatásilag Sarród község településrésze. 

## Fekvése
Sarródtól északkeletre található a Fertődről Pomogy felé vezető út mentén, Fertődtől közel 4 km-re, a magyar–osztrák államhatártól közel 3 km-re. A Fertő tó légvonalban mintegy 5 km-re esik nyugat-északnyugatra.
Nyárliget nagyobb területű dombháton helyezkedik el, mely dombhát a pomogyi út mentén lassan alacsonyodik a határ irányába.

## Története
Kora bronzkori, római kori (2. század), késő népvándorláskori (9–10. század) és Árpád-kori telepek nyomait tárták fel régészek a dombháton.
Nyárliget északi szomszédságában áll a Gáncshalmi-domb, mely egy félig elszántott, mesterséges halom, feltehetően halomsír, melynek kora ismeretlen. A helyiek török hagyományt kötnek hozzá. A domb neve először a Wágner Mihály által 1844-ben kiadott Sopron vármegye térképén olvasható.
Magyarország második katonai felmérése (1819–1869) során készített térképen még nem, de a harmadik katonai felmérés (1869–1887) során készített térképen már szerepel Nyárosi major a közeli Nyáros nevű területtől észak-északkeletre és a Gáncshalma nevű dombtól dél-délnyugatra, a Pomogy felé vezető út nyugati oldalán. Az Esterházyak hozták létre a majorságot.[forrás?] 1970 óta a major és a tőle kelet felé a pomogyi útig kiépült lakóterület neve Nyárliget.

## Élővilága
A település körüli vizes élőhelyeken előfordul a közönséges rence (Utricularia vulgaris).

## Látnivalók
- Kisboldogasszony-templom. Helyileg védett épület.[6] A templomot Jáky György tervezte, s 1995-ben szentelték fel. Harangját Gombos Miklós, őrbottyáni harangöntő készítette. A Grosschmid Istvánné Crouy-Chanel Adél festette oltárkép több jelenetet is tartalmaz, ezek: Mária névadása; Angyali üdvözlet; Kánai menyegző; Mária és János; Golgota; Mária halála. A templom üvegablakai Takács Lászlóné és Fejes Márta munkája.[7] A templom a süttöri Szent András apostol plébániához tartozik.[8]
- Magtár és istállóépület. Helyileg védett épületek.[6]